# Долна Невля (Сърбия)
Долна Невля (на сръбски: Доња Невља или Donja Nevlja) е разделено село между България и Сърбия. Българската част е в Община Драгоман, Софийска област, а сръбската – в Община Цариброд, Пиротски окръг.

## История
При избухването на Балканската война от 1912 – 1913 г. един човек от Долна Невля е доброволец в Македоно-одринското опълчение. Името му е Димитър Маринков Паунов и е служил в 3-та рота на 2-ра Скопска дружина.